# Équipe d'Union soviétique féminine de hockey sur gazon
L'équipe d'Union soviétique féminine de hockey sur gazon est la sélection des meilleures joueuses féminines soviétiques de hockey sur gazon.

## Palmarès
| Jeux olympiques - 1980 : 3e |  | Coupe du monde - 1981 : 3e - 1983 : 10e - 1986 : 8e |  | Championnat d'Europe - 1984 : 2e - 1987 : 3e - 1991 : 3e | Jeux de l'Amitié - 1984 : 1er |